# America the Beautiful

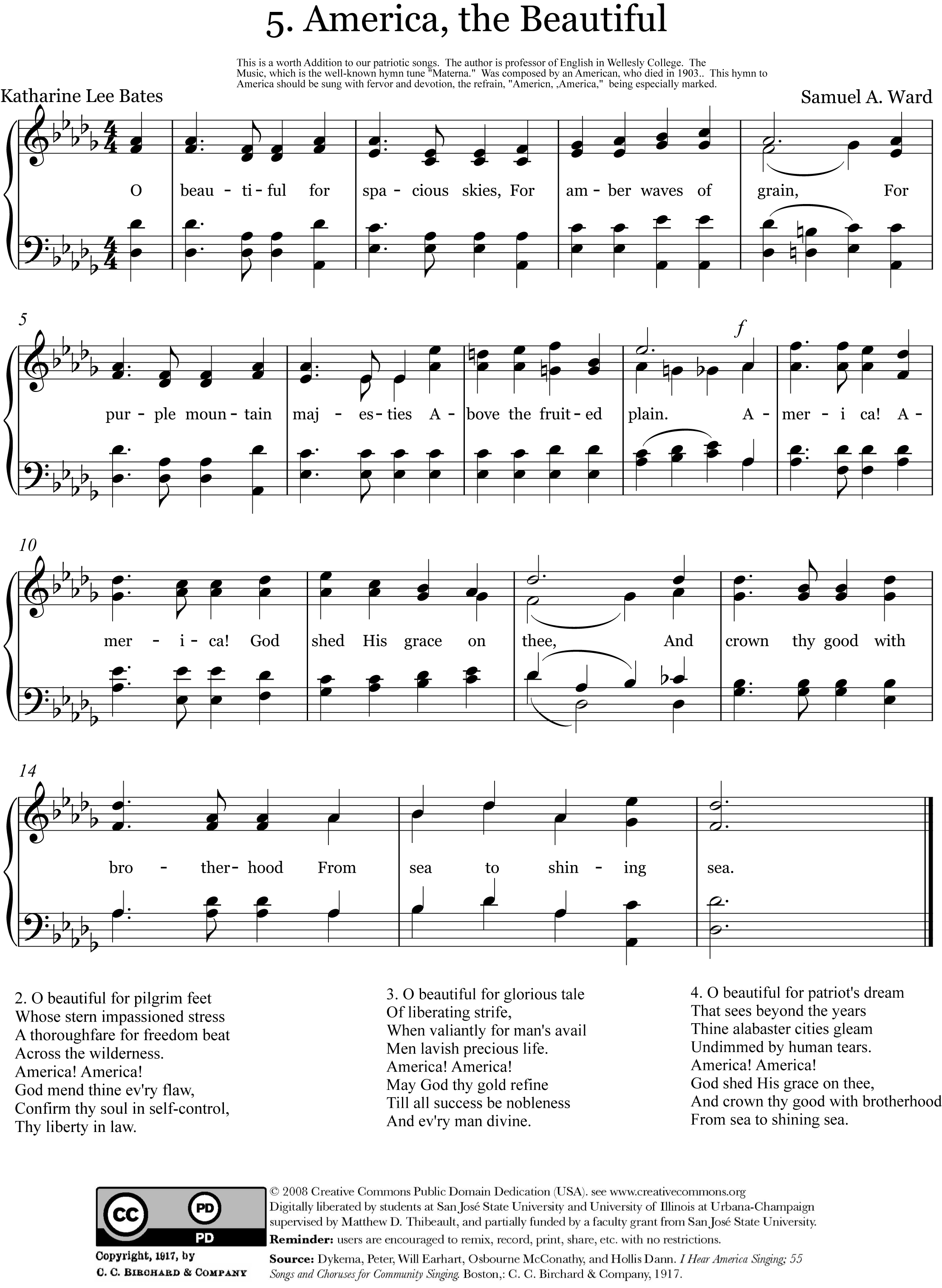
Ноты к песне

America the Beautiful (с англ. — «Америка прекрасна») — американская патриотическая песня. Музыку церковной песни, сочинённой композитором-любителем Сэмюэлом Уордом (1847—1903) в 80-х годах XIX века, в начале XX века подтекстовали светскими стихами малоизвестного литератора Кэтрин Ли Бейтс (1859—1929). Популярность песни начала расти начиная с 1930-х гг. Ныне «America the Beautiful» — одна из самых популярных в США патриотических песен.

## История создания
В 1882 г. Уорд сочинил музыку на слова протестантского хорала «О, мать дражайшая, Иерусалим» (O Mother dear, Jerusalem). Текст этого хорала написал в XVII веке шотландский богослов Дейвид Диксон. В 1904 песня Уорда была перетекстована — вместо христианского текста неизвестный редактор (?) распел песню Уорда на светское стихотворение К. Бейтс Pikes Peak (1895). Вторую редакцию стихов Бейтс выполнила в 1904 и, наконец, (ныне известную) третью — теперь под названием America the Beautiful — опубликовала в своём сборнике в 1912 г.
В 1929 г. песня приобрела общенациональную популярность. В настоящее время это одна из наиболее популярных американских патриотических песен; временами, особенно во времена администрации Дж. Ф. Кеннеди, выдвигались предложения о том, чтобы она заменила песню The Star-Spangled Banner в качестве Гимна США.

## Слова песни
|    | Английский текст | Перевод (Алексей Сергейчук) |
| 1. | O beautiful for spacious skies, For amber waves of grain, For purple mountain majesties Above the fruited plain! America! America! God shed His grace on thee, And crown thy good with brotherhood From sea to shining sea! | Прекрасна, в вольности небес Неся янтарь полей И гордых гор пурпурный блеск Над сочностью степей, Америка! Америка! Судьба к тебе щедра, Стань океанам берегом Из братства и добра.              |
| 2. | O beautiful for pilgrim feet Whose stern impassion’d stress A thoroughfare for freedom beat Across the wilderness. America! America! God mend thine ev’ry flaw, Confirm thy soul in self-control, Thy liberty in law.       | Прекрасна за паломников, Чей непредвзятый взгляд Стал нам к свободе спутником Столетия назад. Америка! Америка! Восполнит Бог урон, И утвердит по вере нам Свободу как закон.                    |
| 3. | O beautiful for heroes prov’d In liberating strife, Who more than self their country loved, And mercy more than life. America! America! May God thy gold refine Till all success be nobleness, And ev’ry gain divine.       | Прекрасна теми, кто был прав, Ломая рабства твердь, В любви к стране себя поправ, А в сострадании — смерть, Америка! Америка! Свет Бог тебе вернёт, Удачлив будь, кто верен был Движению вперёд. |
| 4. | O beautiful for patriot dream That sees beyond the years Thine alabaster cities gleam Undimmed by human tears. America! America! God shed His grace on thee, And crown thy good with brotherhood From sea to shining sea.   | Прекрасна грёзами своих Детей, кто в меру сил Гипс небоскрёбов неживых Собою оживил, Америка! Америка! Судьба к тебе щедра, Стань океанам берегом Из братства и добра.                           |